# 21 Invest
21 Invest (fino al novembre 2018 21 Investimenti) è un operatore italiano di private equity, fondato nel 1992 da Alessandro Benetton.

## Storia
Dopo due anni alla Goldman Sachs di Londra e il master ad Harvard con Michael Porter, Alessandro Benetton fonda, a 28 anni, la finanziaria che all'inizio si propone come un ponte tra il mondo bancario e le piccole e medie imprese, per poi diventare una delle protagoniste del private equity, acquisendo partecipazioni industriali in imprese con alto potenziale di crescita. All'inizio figura tra gli investitori, con una quota del 10%, anche Marina Berlusconi.
Nel 1998 Benetton si espande come gruppo 21 Partners in Francia istituendo, insieme a Gérard Pluvinet, 21 Centrale Partners SA con sede a Parigi. Nel 2013 apre a Varsavia 21 Concordia.
Il gruppo 21 Partners ha 2 miliardi di euro di capitali raccolti presso investitori istituzionali globali e investe nel mid-market europeo attraverso fondi locali di private equity gestiti da team locali in Italia, Francia e Polonia. Dall'inizio dell'attività ha effettuato più di cento investimenti. Molte delle operazioni riguardano passaggi generazionali, accelerazioni dei business model esistenti, espansioni all'estero e consolidamenti di settore. I suoi fondi hanno restituito un rendimento medio annuo del 22%.
Tra le società italiane nelle quali il gruppo ha investito, vi sono Trudi, Bpack Due, Valbart, The Space Cinema, Assicom, Viabizzuno, Farnese Vini, Philippe Model, Pittarello, Forno d'Asolo, Gianni Chiarini, Sifi, Nadella, Carton Pack.
Nel novembre 2018 la società cambia il nome in 21 Invest con un logo dalla grafica completamente rinnovata. Pochi giorni più tardi, il 5 dicembre, la prima operazione con il nuovo marchio: entra, grazie ad un aumento di capitale, nell'azienda vinicola Zonin acquisendo una partecipazione del 36%.
21 Invest aderisce alla Shared Value Initiative, progetto lanciato nel 2012 da Michael Porter della Harvard Business School per la creazione di una comunità globale di organizzazioni che vedono nella risoluzione dei problemi sociali un’importante direzione di sviluppo del business.
21 Invest ha ricevuto il rating più alto in materia di sostenibilità dal report annuale UNPRI per il ciclo di valutazione 2019-2020, migliorando il suo punteggio da un A ad un A+ nel modulo Private Equity e mantenendo il punteggio A+ nel modulo Strategia e Governance.

## Struttura del gruppo
21 Partners controlla il:
- 100% di 21 Centrale Partners SA, società francese che gestisce i fondi:
  - 21 Développement (81 milioni di patrimonio)
  - 21 Développement 2 (100 milioni)
  -  21 Centrale Partners III (330 milioni)
  - 21 Centrale Partners IV (380 milioni)
- 100% di 21 Investimenti SGR Spa, società di gestione del risparmio che gestisce i fondi:
  - Giada Equity Fund (75 milioni)
  - Idea Industria (100 milioni)
  - 21 Investimenti II (283 milioni)
  - 21 Investimenti III (343 milioni)
- 100% di 21 Concordia Partners Ltd che gestisce il fondo 21 Concordia I  (100 milioni).